# Imperator

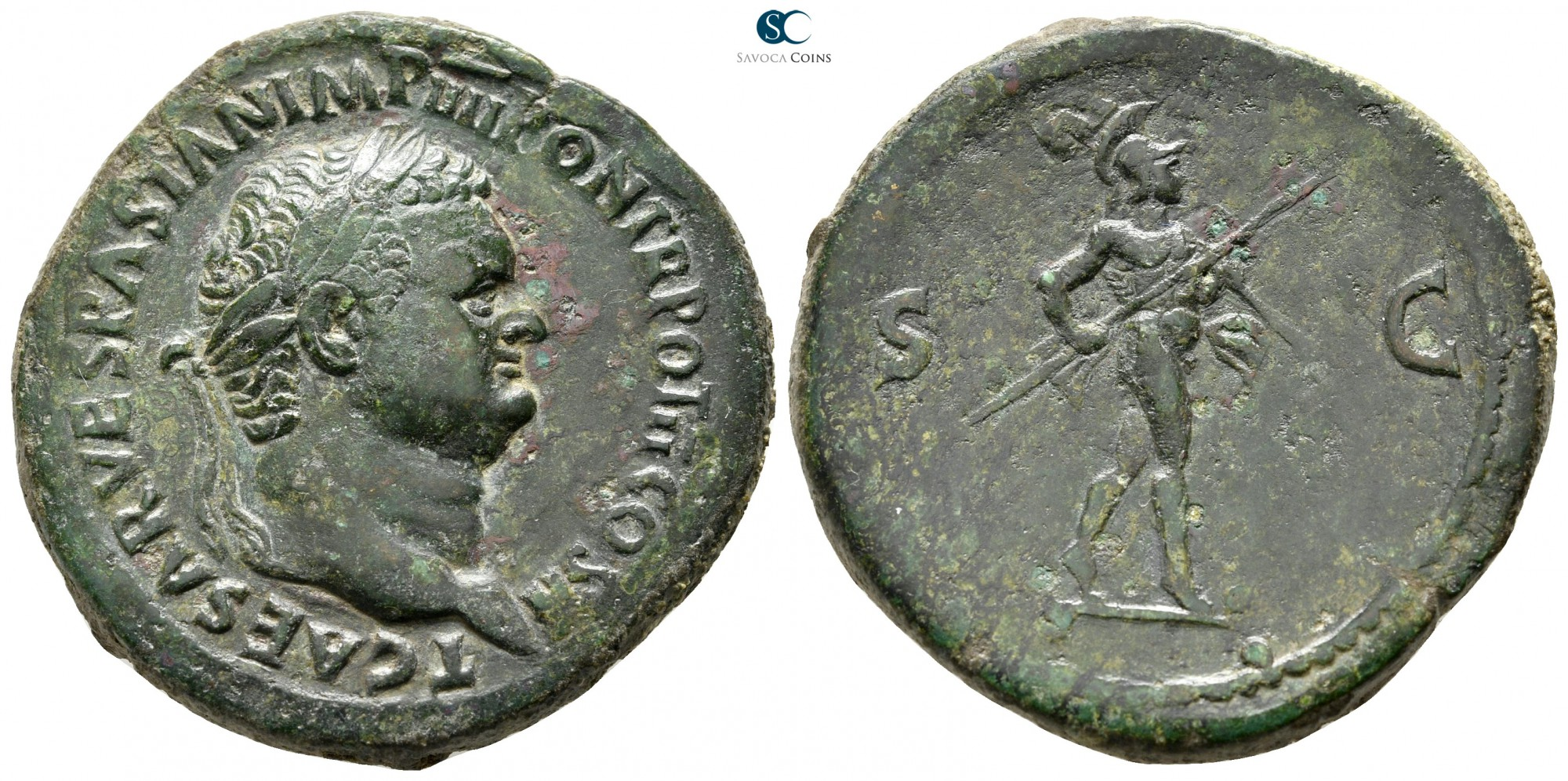
Römische Sesterz von Kaiser Titus mit der Inschrift T CAESAR VESPASIAN (Titus Caesar Vespasianus) IMP IIII (Imperator Quartum) PON (Pontifex) TR POT II (Tribunicia Potestate Secundum) COS II (Consul Secundum). IMP IIII deutet auf vier große Siege von Titus bzw. die damit verbundene vierte Akklamation zum Imperator hin.

Imperator (lateinisch für „Befehlshaber, Gebieter“) bezeichnete in der Römischen Republik ursprünglich den Träger einer militärischen Gewalt (imperium). Ab dem späten 3. Jahrhundert v. Chr. (Scipio Africanus) aber wurde die Bezeichnung zunehmend speziell für einen militärischen Kommandeur verwendet, den seine Soldaten nach einem Sieg zum Imperator ausgerufen hatten (Akklamation). Dieser Ehrentitel erlosch, wenn der Imperator nach Rom zurückkehrte und das Pomerium überschritt. Im Regelfall geschah dies in einem feierlichen Triumphzug, zu dem der Imperatorentitel berechtigte. Viele römische Feldherren bezeichneten sich in ihren Provinzen aber als Imperatoren, ohne dazu ausgerufen worden zu sein.

## Historische Entwicklung des Begriffs
Octavian, der spätere Augustus, nahm etwa 39/38 v. Chr. Imperator statt seines ursprünglichen Namens Gaius als Vornamen an (praenomen imperatoris).  Die nachfolgenden Kaiser verzichteten anfangs darauf, aber ab Nero wurde Imperator wieder fester Beginn der kaiserlichen Titulatur, in der Regel abgekürzt zu Imp. und direkt gefolgt vom Titel Caesar, dann den individuellen Namensbestandteilen und dem Titel Augustus (Beispiel: Imp. Caesar M. Aurelius Commodus Antoninus Augustus). Bei einem militärischen Erfolg ihrer Legionen erhielten die Kaiser, auch wenn sie persönlich nicht beteiligt waren, weiterhin die imperatorische Akklamation, die mit ihrer Zählung ebenfalls in der Titulatur erschien (imp. III, also zum dritten Mal). Bis ans Ende der Spätantike blieb Imperator Teil der kaiserlichen Titulatur; so nannte sich noch Justinian I. Imperator Caesar Flavius Iustinianus Augustus. Erst unter Herakleios ließ man um 625 den Titel Imperator (griechisch Autokrator) fallen.
Aus dem Titel Imperator entstand in vielen Sprachen, beispielsweise im Englischen (emperor) und Französischen (empereur), der Begriff für einen Kaiser bzw. der für dessen Kaiserreich (empire). Der Titel Kaiser aber entstand – wie auch der im slawischen Raum verbreitete Titel Zar – aus dem zweiten Teil der Titulatur, Caesar.